# Vita su un altro pianeta
Vita su un altro pianeta (nella prima edizione originale Signal From Space) è un graphic novel scritto e disegnato da Will Eisner. Uscito originariamente in 8 puntate all'interno della serie The Spirit, edito prima dalla Kitchen Sink Press e successivamente dalla DC Comics, è stato ripubblicato a colori, sempre dalla Kitchen Sink Press, nel 1995, e in seguito rilegata in singolo volume, dapprima a colori con il titolo originario, e in seguito in bianco e nero con il titolo di Life on Another Planet.
Strutturata in otto capitoli, la narrazione, da un incipit fantascientifico, prosegue con una narrazione veloce ed appassionante tipica delle spy story e dei polizieschi, alternando graficamente tavole con più vignette, a volte col bordo, spesso sfumate una nell'altra, a splash page di grande effetto e sempre con la solita attenzione nel disegnare le espressioni o nel presentare i dettagli fondamentali nella comprensione e nella lettura della storia.
La premessa alla storia, necessaria per un minimo di comprensione della vicenda che successivamente Eisner si appresterà a narrare: la NASA, con le sonde Pioneer 10 e 11, ha cercato di mettersi in contatto con eventuali nuove forme di vita intelligente. Questa ricerca, fatta con osservatori sulla Terra, era iniziata già nel 1950 con l'osservatorio radioastronomico di Greenbank nel Virginia Occidentale. Successivamente altri paesi (Canada, Unione Sovietica) cercarono di mettersi in contatto con gli alieni, ma la ricerca continua ancora oggi.
Tra tutte le opere di Eisner, Vita su un altro pianeta è un'opera doppiamente particolare, almeno per l'Italia. Pubblicata per la prima volta nel 1978, arriva in Italia, grazie alla Kappa Edizioni, solo nel 2004, presentando un Eisner al massimo della maturità non solo grafica, ma anche narrativa.

## Il segnale
La storia di Eisner si basa su un segnale proveniente dalla Stella di Barnard, che già il 30 maggio del 1916 mostrò un insolitamente rapido spostamento. Negli anni successivi numerosi segnali, dalla natura insolita, attirarono l'attenzione dei ricercatori: non è pertanto assurdo che l'inusuale segnale che viene raccolto da due ricercatori, Malley ed Mark Argano, nell'osservatorio radioastronomico di Mesa in Nuovo Messico provenga proprio dalla stella Barnard. I due hanno, però, il torto (o la sfortuna) di rivolgersi a Cobbs della sala tracciati, che esaminando il segnale suppone che possa provenire da un pianeta che orbita intorno alla stella Barnard, a circa dieci anni dalla Terra, non più grande della Luna. Cobbs, però, si rivela essere una spia dell'Unione Sovietica, Zorky, che prontamente avvisa la propria ambasciata.
Malley ed Argano, però, lo scoprono e nel tentativo di allontanarsi dalla casa di Cobbs, vengono scoperti dalla spia. Egli, a quel punto, per scusarsi del suo comportamento, si rivolge così ai due ricercatori:
Mettiamola così... Queste informazioni appartengono al mondo intero... Non solo a qualche faccendiere... o a un unico lurido paese capitalista...
Pensate alla storia dell'uomo, ogni volta che si è affacciato su nuovi territori... Siamo dei barbari!
No, almeno, se due grosse potenze ne saranno a conoscenza potranno controllarsi a vicenda!
Le parole di Cobbs, in un certo senso, riassumono splendidamente il racconto di Eisner: infatti da allora in poi il lettore verrà trasportato in una lotta tra spie e controspie, dove verranno gettati dei semplici professori che improvvisamente saranno costretti ad uccidere, come Malley ed Argano, o imparare le tecniche spionistiche, come l'astrofisico Jim Bludd, che per conto del governo statunitense dovrà cercare di entrare in possesso del segnale e sfruttare l'informazione per il suo paese.
È in questo contesto che Bludd fa il suo primo contatto con Nadia Bowen e con i metodi violenti del KGB, rischiando la sua stessa vita e salvandosi per il rotto della cuffia da un letale incendio.
Due grandi potenze in lotta per entrare in contatto con un'intelligenza sconosciuta su un pianeta a soli dieci anni di viaggio da noi... È davvero incredibile...

## Il primo emigrato
All'equazione, infatti, si aggiungono due nuovi protagonisti: gli esaltati, che alla notizia della scoperta si preparano per affrontare il viaggio interstellare alla ricerca di un utopico mondo migliore; le multinazionali, il cui primo impulso è quello di capire come sfruttare al massimo la novità.
I primi sono rappresentati da un ubriacone, Marco, che scacciato per l'ennesima volta dal locale dove è solito ubriacarsi, schiacciato come al solito dalla sua vita vuota, trova ispirazione nelle parole trasmesse dalla televisione e, nel delirio della sua astinenza, decide di diventare il primo emigrato verso il nuovo pianeta. Nel suo delirio coinvolge dapprima 'Cora, giovane cameriera del bar di Joe che lo aiuta a tornare nella sua casa, e quindi una serie di sfaccendati e poveracci che si uniscono ai due per formare il primo gruppo di futuri coloni, che si chiameranno Popolo delle stelle.
A questo punto entra in scena la Multinational Corporation, azienda che sviluppa materiale per l'esplorazione spaziale, alla cui testa troviamo 'George Macredy, finanziere senza scrupoli che cerca un qualsiasi modo per far partire il programma stellare statunitense. Per fare ciò prima fa contattare il senatore Blitz, quindi infiltra un suo uomo di fiducia nel Popolo delle stelle, in modo da poterli manipolare a piacimento e con essi opinione pubblica e governo, quindi accelera nello sviluppo di un vecchio progetto di navicella spaziale precedentemente bocciato.
Contemporaneamente la CIA, utilizzando Bludd, pensa di sfruttare la Multinational e la sua sede nella Germania Ovest per poter meglio controllare quello che succede nella parte sovietica del mondo.

## Una nuova forma di vita
Il dottor Morris Crowben, 71 anni, esperto di DNA e ricerche genetiche, Nobel per la scoperta della mutazione cellulare, sta morendo. Le sue ricerche, le sue scoperte, rischiano di essere bloccate, dimenticate dalla sua morte. C'è, però, una possibilità almeno per i suoi assistenti, i dottori Hoad e Jones, proprio grazie alla presunta scoperta di un nuovo pianeta. Evidentemente sarà necessario mandare qualcuno ad esplorarlo ed altrettanto evidentemente sarà molto difficile inviare un essere vivente, un uomo in particolare; diventa, pertanto, fondamentale inviare su quel pianeta qualcosa in grado di adattarsi molto rapidamente a qualsiasi condizione sia presente sul nuovo pianeta: la priorità, quindi, per Hoad e Jones, è quella di creare una nuova cellula che, sfruttando il lavoro di Crowben, sia in grado di generare un essere vivente metà vegetale, metà animale adattabile a qualsiasi condizione.
A partire dal DNA vegetale, che i ricercatori riescono ad isolare, ed unendolo con le cellule del corpo di Crowben, Hoad e Jones riescono, quindi, a generare una nuova forma di vita, in grado di resistere ai viaggi interstellari e ad iniziare una prima colonizzazione del nuovo pianeta, rendendolo vivibile per qualsiasi altra forma di vita: per fare ciò, però, servono molti fondi, e questi li può fornire il Popolo delle stelle, ovvero la Multinational.
Nel frattempo, in Germania, Bludd prende contatto con Argano e Malley, rapiti dal KGB per eseguire i calcoli necessari ad approntare una spedizione spaziale sovietica. Insieme a Tomkins, il contatto della C.I.A., viene organizzato il passaggio di Bludd in Russia, per consentire all'astrofisico di fotografare i calcoli sovietici e pareggiare i conti tra le due superpotenze. A Mosca, però, le cose non vanno come dovrebbero: mentre Bludd sta effettuando le ultime foto, rientra a casa di Argano Nadia, che ora ha iniziato una relazione sentimentale con il ricercatore statunitense. La spia sovietica scopre il complotto, ma grazie ad Argano Bludd riesce a tornare in Germania e quindi, nonostante l'uccisione di Tomkins, a tornare in patria.
La situazione, però, viene ulteriormente complicata dall'arrivo di nuovi protagonisti sulla scena: prima Vito Lupo', piccolo criminale legato alla mafia, uccide la moglie e si rifugia tra le file del Popolo delle stelle, quindi 'Ami Mbobe, generalissimo dello staterello africano del Sidiami, causa bancarotta, decide di dare asilo al Popolo delle stelle per consentire loro di costruire una base spaziale da cui far partire la colonizzazione. In tutto questo si inserisce la Multinational che, convinta dalle osservazioni di Cleve Backster, finanzia il progetto di Hoad e Jones ed appoggia il trasferimento del Popolo delle stelle in Sidiami. A questo punto Bludd, disgustato da questa corsa al controllo economico e politico della scoperta, esce fuori dai giochi, per rientrarvi grazie al ritorno negli Stati Uniti di Nadia, che lo contatta per conto di una pacifica organizzazione che cerca di riportare la notizia al suo giusto possessore: il mondo intero.
Bludd si farà coinvolgere nel tentativo di sabotare il progetto del Sidiami, soprattutto si farà coinvolgere emotivamente da Nadia, il tutto mentre Lupo Vita si prepara a diventare il primo rappresentante del Popolo delle stelle a partire per Barnard.

## Tutti nel Sidiami
Mentre negli Stati Uniti la Multinational muove tutte le sue pedine a disposizione per accelerare il programma di sviluppo spaziale, la mafia manda sulle tracce di Vito un killer, Rocco Stilletto, che incrocerà la sua strada con Bludd. Entrambi diretti alla base spaziale, scoprono di avere due obiettivi differenti, che però hanno la possibilità di convergere. Infatti mentre Bludd ha il problema di bloccare il lancio, Stilletto ha quello di uccidere Vito, intorno al quale ruota l'intero progetto.
Stilletto riesce ad introdursi nella base e ad uccidere Lupo Vito, scongiurando, così, il lancio verso Barnard: questo successo porterà i due amici a tornare in patria, mentre la possibilità di proseguire le ricerche e realizzare una nuova spedizione, riesce a tenere buono il Popolo delle stelle; nello stesso tempo la possibilità di spillare altro denaro alla Multinational tiene a freno i bollenti spiriti del generalissimo del Sidiami. Tutti questi contrattempi, però, giocano ognuno a favore della Multinational, che si avvicina sempre più al suo obiettivo: lanciare nello spazio il primo razzo con a bordo un essere vivente.
In un modo o nell'altro, Vito è riuscito a sopravvivere, almeno in forma vegetale, e la missione del Sidiami può dirsi in dirittura d'arrivo. Bisogna ritornare in quel lontano paese africano e provare a rapire il passeggero vegetale, non prima di essersi liberati del KGB, che in realtà stava dietro la pacifica organizzazione che aveva assoldato Bludd. Ora l'astrofisico, oltre ai suoi ideali, aggiunge anche motivazioni personali (poter finalmente vivere la vita che desidera in compagnia dell'amata Nadia) alla lotta contro la spedizione verso Barnard e riunisce la sua strada con Stilletto. La loro nuova sortita in Sidiami ha il successo sperato, anche grazie all'aiuto del dottor Jones, che, sabotando la missione, spera di riottenere l'amore di Cora, concubina di Mboma, ma che per freddo calcolo economico finira nel letto di Macredy. Nella missione, però, muore il dottor Hoad: quindi, se la missione in preparazione dovesse fallire, nessuno sarebbe più in grado di preparare un nuovo passeggero.
Da parte sua, il finanziere, cerca di accelerare i tempi e si rivolge alla mafia per ottenere un finto attentato di danni di Milgate', il suo candidato alle elezioni a Presidente degli Stati Uniti d'America. A questo punto tutto sembra precipitare: il finto attentato va a segno ed il KGB toglie le ultime speranze a Bludd eliminando Nadia. Lo sviluppo spaziale statunitense viene accelerato ed il suo appoggio al Sidiami può, ora, avvenire alla luce del sole.

## L'ultimo capitolo
Alcuni dei frutti seminati da Nadia e Bludd iniziano a dare, però, i loro frutti. Da un lato la distruzione della base di lancio sovietica, dall'altro i sovietici stessi che intercettano la sonda lanciata dal Sidiami e la distruggono, con conseguente ritiro dei finanziamenti da parte degli Stati Uniti, riportano le due potenze allo stesso punto. Tranne che per un fatto: gli USA hanno la base di Houston, dalla quale possono organizzare un lancio assolutamente sicuro ed impossibile da intercettare. L'unico problema è ottenere il passeggero che Bludd ha rapito alcuni mesi prima. L'astrofisico baratta il passeggero per un posto in un luogo lontano e tranquillo, senza i problemi di quel mondo marcio e corrotto che gli ha portato via Nadia.
Bludd, allora, insieme a Jones, va a trovare Stilletto, che ha in custodia la pianta e che nel frattempo si è sposato. Il suo matrimonio, però, non è dei più felici, in quanto Rocco si rifiuta di dare soddisfazione alla moglie, Rosa, innamorata del ormai vegetale Vito. In questa atmosfera di tensione si presentano Bludd e Jones, accompagnati da Howard, il figlio di Macredy, avuto da un precedente matrimonio. Nel momento in cui Rocco si appresta a consegnare Vito, Rosa ha un moto di rivolta, afferra la pistola del marito ed inizia a sparare all'impazzata, uccidendo Rocco e ferendo mortalmente Jones.
Nonostante la terribile ferita, Jones aiuta Bludd ad installare l'esplosivo all'interno del passeggero, in modo da sabotare il lancio statunitense e bloccare per sempre le mire espansionistiche di un qualsiasi governo terrestre verso Barnard. Per Jones sarà l'ultima azione della sua vita, non sopravvivendo all'intervento, mentre Bludd, dopo aver consegnato il passeggero, si ritira nell'osservatorio sperduto promessogli. Da qui, il giorno del lancio, Bludd apre il suo comando a distanza, grazie al quale, in una intensa scena di due tavole, fa esplodere la sonda, bloccando così le velleità spaziali statunitensi.
La storia, però, sembra dover ricominciare, quando un suo collaboratore rileva un altro segnale anomalo, ma Bludd, invece di controllare il segnale, straccia in tanti pezzettini lo stampato, lasciandoseli volare intorno come tanti coriandoli.